# Parti national patriotique
Le Parti national patriotique (en anglais : National Patriotic Party) est un parti politique libérien formé en 1997 par des membres du Front patriotique national du Liberia (en) à la fin de la première guerre civile libérienne.